# Spindasis greeni
Spindasis greeni är en fjärilsart som beskrevs av Francis Arthur Heron 1896. Spindasis greeni ingår i släktet Spindasis och familjen juvelvingar. Inga underarter finns listade i Catalogue of Life.